# Daniel Brick
Daniel Brick, född 23 mars 1903 i Stockholm, död 19 januari 1987 i Danderyds församling, var en svensk journalist, debattör och författare.
Daniel Brick skrev flera debattskrifter om antisemitism och var även medarbetare i Nordisk familjebok. Mest känd för eftervärlden är han troligen som grundare av tidskriften Judisk Krönika vars chefredaktör han var från starten 1932 till 1979.
Under 1920- och 1930-talen var han också verksam som översättare från ryska, jiddisch och tjeckiska. Den mest kända av hans översättningar torde vara Den tappre soldaten Švejks äventyr under världskriget av Jaroslav Hašek (1930-1931, senaste omtryckt 2018).
Daniel Brick var chef för Jewish Agencys palestinabyrå 1940–1949 och för Israels passbyrå i Sverige 1948–1951.
Han var gift från 1929 med fotografen Anna Riwkin-Brick (1908–1970) och sedan från 1980 med Taube Brick (1916–1999).

## Skrifter
- Varför anklagar man judarna? (Internationella kvinnoförbundet för fred och frihet, 1939)
- Antisemitismen - en folkfara (Kämpande demokrati, 1943)

## Översättningar (urval)
- Isaac Leib Peretz: Två världar: noveller (övers. från jiddisch av Aisik Libman och Daniel Brick, Wernqvist, 1926)
- Nikolaj Ognjev: Kostia Rjabtsevs dagbok (översatt tillsammans med Josef Riwkin, Bonnier, 1929)
- 14 sovjetryska berättare (valda och översatta från ryskan av Josef Riwkin och Daniel Brick, Bonnier, 1929)
- Jaroslav Hašek: Den tappre soldaten Švejks äventyr under världskriget (Holmström, 1931)
- Jerzy Kossowski: Tegelhuset (översatt tillsammans med Eugénie Söderberg, Bonnier, 1932)
- Leon Pinsker: Självbefrielse: judefrågans lösning (Autoemanzipation: Mahnruf an seine Stammesgenossen von einem russischen Juden) (Judisk krönikas förlag, 1937)